# Taungoo
Taungoo o Toungoo (birmano: တောင်ငူမြို့ [tàʊɴŋù mjo̰]) es una localidad de Birmania, capital del distrito homónimo en la región de Bago. Dentro del distrito, es la capital del municipio homónimo.
En 2014 tenía una población de 108 589 habitantes, en torno a dos quintas partes de la población municipal.
La localidad fue fundada en 1279 por el reino de Pagan. Tras la caída de Pagan en 1279, pasó a pertenecer a los reinos de Myinsaing y más tarde Pinya. En una revuelta en 1358, Taungoo se convirtió en una ciudad independiente hasta que en 1367 se convirtió en una región autónoma del reino de Ava. Con el tiempo, la importancia de la localidad llegó a tal punto que a partir del siglo XVI la Dinastía Toungoo se convirtió en la reinante en el país. Taungoo fue la capital desde 1510 hasta 1539, cuando fue trasladada a Pegu. Entre 1599 y 1609 volvió a ser una ciudad independiente, tras una rebelión local apoyada por mercenarios portugueses. En el siglo XIX, antes de la invasión británica, la ciudad era una capital regional de la dinastía Konbaung, incluyendo su región a la actual capital nacional Naipyidó. En la guerra de 1852-1853 fue anexionada al territorio colonial británico. En 1940 se construyó aquí un importante aeródromo de la RAF y en la Birmania independiente siguió siendo un importante puesto militar. En 2010, con motivo del quinto centenario de la capitalidad nacional, se renovaron numerosos monumentos locales.
Se ubica a orillas del río Sittang, unos 60 km al sur de la capital nacional Naipyidó sobre la carretera 1 que lleva a Pegu y Rangún.

## Clima
| Parámetros climáticos promedio de Taungoo (1981–2010, extremos 1942–1994) | Parámetros climáticos promedio de Taungoo (1981–2010, extremos 1942–1994) | Parámetros climáticos promedio de Taungoo (1981–2010, extremos 1942–1994) | Parámetros climáticos promedio de Taungoo (1981–2010, extremos 1942–1994) | Parámetros climáticos promedio de Taungoo (1981–2010, extremos 1942–1994) | Parámetros climáticos promedio de Taungoo (1981–2010, extremos 1942–1994) | Parámetros climáticos promedio de Taungoo (1981–2010, extremos 1942–1994) | Parámetros climáticos promedio de Taungoo (1981–2010, extremos 1942–1994) | Parámetros climáticos promedio de Taungoo (1981–2010, extremos 1942–1994) | Parámetros climáticos promedio de Taungoo (1981–2010, extremos 1942–1994) | Parámetros climáticos promedio de Taungoo (1981–2010, extremos 1942–1994) | Parámetros climáticos promedio de Taungoo (1981–2010, extremos 1942–1994) | Parámetros climáticos promedio de Taungoo (1981–2010, extremos 1942–1994) | Parámetros climáticos promedio de Taungoo (1981–2010, extremos 1942–1994) |
| Mes                                                                       | Ene.                                                                      | Feb.                                                                      | Mar.                                                                      | Abr.                                                                      | May.                                                                      | Jun.                                                                      | Jul.                                                                      | Ago.                                                                      | Sep.                                                                      | Oct.                                                                      | Nov.                                                                      | Dic.                                                                      | Anual                                                                     |
| ------------------------------------------------------------------------- | ------------------------------------------------------------------------- | ------------------------------------------------------------------------- | ------------------------------------------------------------------------- | ------------------------------------------------------------------------- | ------------------------------------------------------------------------- | ------------------------------------------------------------------------- | ------------------------------------------------------------------------- | ------------------------------------------------------------------------- | ------------------------------------------------------------------------- | ------------------------------------------------------------------------- | ------------------------------------------------------------------------- | ------------------------------------------------------------------------- | ------------------------------------------------------------------------- |
| Temp. máx. abs. (°C)                                                      | 35.6                                                                      | 40.0                                                                      | 42.8                                                                      | 42.8                                                                      | 42.2                                                                      | 38.9                                                                      | 37.2                                                                      | 36.1                                                                      | 37.2                                                                      | 37.2                                                                      | 35.0                                                                      | 38.9                                                                      | 42.8                                                                      |
| Temp. máx. media (°C)                                                     | 30.9                                                                      | 33.9                                                                      | 36.6                                                                      | 37.9                                                                      | 35.1                                                                      | 31.1                                                                      | 30.2                                                                      | 30.1                                                                      | 31.6                                                                      | 32.7                                                                      | 31.5                                                                      | 30.2                                                                      | 32.7                                                                      |
| Temp. mín. media (°C)                                                     | 15.0                                                                      | 16.5                                                                      | 20.4                                                                      | 24.3                                                                      | 24.6                                                                      | 23.9                                                                      | 23.7                                                                      | 23.8                                                                      | 23.8                                                                      | 23.3                                                                      | 20.4                                                                      | 16.5                                                                      | 21.4                                                                      |
| Temp. mín. abs. (°C)                                                      | 8.3                                                                       | 8.3                                                                       | 12.2                                                                      | 16.1                                                                      | 13.9                                                                      | 18.3                                                                      | 21.1                                                                      | 20.0                                                                      | 17.8                                                                      | 17.8                                                                      | 12.2                                                                      | 9.4                                                                       | 8.3                                                                       |
| Lluvias (mm)                                                              | 2.6                                                                       | 4.0                                                                       | 7.3                                                                       | 32.6                                                                      | 204.3                                                                     | 355.9                                                                     | 417.7                                                                     | 451.7                                                                     | 282.5                                                                     | 149.9                                                                     | 48.0                                                                      | 2.6                                                                       | 1959.1                                                                    |
| Fuente n.º 1: Norwegian Meteorological Institute                          |                                                                           |                                                                           |                                                                           |                                                                           |                                                                           |                                                                           |                                                                           |                                                                           |                                                                           |                                                                           |                                                                           |                                                                           |                                                                           |
| Fuente n.º 2: Sistema de Clasificación Bioclimática Mundial (records)     |                                                                           |                                                                           |                                                                           |                                                                           |                                                                           |                                                                           |                                                                           |                                                                           |                                                                           |                                                                           |                                                                           |                                                                           |                                                                           |